# Gert-René Polli
Gert-René Polli (* 10. August 1960 in Sankt Paul im Lavanttal) ist ein österreichischer Beamter der Sicherheitsverwaltung. Er war von 2002 bis 2008 Leiter des Bundesamtes für Verfassungsschutz und Terrorismusbekämpfung (BVT).

## Leben
Polli wuchs im Kärntner Lavanttal auf und erlernte zunächst den Beruf des Tischlers, den auch sein Vater ausübte. Beim Bundesheer absolvierte er im zweiten Bildungsweg die Matura und anschließend die Theresianische Militärakademie. Er war Berufsoffizier des österreichischen Bundesheeres und nach diversen Auslandseinsätzen ab 1992 im Heeres-Nachrichtenamt tätig. In dieser Zeit hat er an der Universität Wien im Fach Politikwissenschaft mit der Arbeit Die Visegrad-Region im Licht des geopolitischen Ansatzes nach dem Ende der Ost-West-Konfrontation promoviert und einen Master-Abschluss der Naval Postgraduate School in Civil-Military Relations and Intelligence erlangt.
Er wurde 2002 seitens der österreichischen Bundesregierung unter dem damaligen Bundeskanzler Wolfgang Schüssel ins Innenministerium berufen und mit der Reorganisation der Staatspolizei beauftragt. Nach Abschluss der Reorganisation wurde die Staatspolizei ins neu gegründete Bundesamt für Verfassungsschutz und Terrorismusbekämpfung übergeleitet. Polli wurde 2002 der erste Direktor dieser Sicherheitsbehörde, eine Funktion, die er bis 2008 innehatte.
Während seiner sechsjährigen Amtszeit konnte sich das BVT als Sicherheitsbehörde mit den zentralen Zuständigkeiten im Bereich der Terrorismusbekämpfung und dem Schutz der verfassungsmäßigen Einrichtungen im In- und Ausland als auch der Spionageabwehr etablieren.
Vor allem im Bereich der Spionageabwehr wurden während seiner Amtszeit immer wieder Konflikte mit ausländischen, in Österreich operierenden, Nachrichtendiensten bekannt. Nach Ablauf seiner Amtszeit hat sich Polli nicht mehr für diese Funktion des Direktors BVT beworben. Abgelöst wurde er vom ehemaligen Leiter des EUROPOL-Terrorismusreferates, Peter Gridling.
Von Herbst 2008 bis November 2009 war Polli als Leiter der Konzernsicherheit der Siemens AG in München beschäftigt. Polli wurde während seiner Funktion bei Siemens von Vorwürfen aus seiner Zeit als Leiter des BVT eingeholt, wonach man ihm zu enge Kontakte zur Islamischen Republik Iran nachsagte. Die Generalbundesanwaltschaft hat das Ermittlungsverfahren gegen Polli allerdings mangels Verdachtslage kurz nach Aufnahme der Ermittlungen eingestellt.
Polli gründete 2012 die Firma polli-IPS (Intelligence & Public Safety) mit Sitz in Wien. Die Firma war spezialisiert auf die Abwehr von Betriebs- und Wirtschaftsspionage und unterstützte Unternehmen bei ihren Aktivitäten in sicherheitskritischen Regionen oder sicherheitskritischen Lagen im In- oder Ausland. Alle Tätigkeiten der Firma, nunmehr Polli GmbH, wurden mit 1. September 2018 eingestellt.
Polli wurde am 1. Dezember 2017 Honorarprofessor für Geheim- und Sicherheitsdienste und Terrorismusbekämpfung an der Ukrainian-American Concordia University in der Ukraine.
2017 veröffentlichte Polli im Münchener FinanzBuch Verlag das Sachbuch Deutschland zwischen den Fronten. Wie Europa zum Spielball von Politik und Geheimdiensten wird, das u. a. in der Zeitschrift des österreichischen Bundesheeres Truppendienst und bei Radio Kärnten thematisiert wurde. Zu Ostern 2022 erschien im Grazer Ares-Verlag sein Rückblick Schattenwelten. Österreichs Geheimdienstchef erzählt, den Anna Thalhammer für Die Presse als „zwischen Biografie und Abrechnung“ gelegen einordnete. Der Kurier resümierte: „Teils sind es profunde, messerscharfe Analysen, teilweise findet man aber auch große Lücken.“ Die Kleine Zeitung bezeichnete das Buch als „unterhaltsam, überraschend und demaskierend“.

## Auszeichnungen
- 1997: Silbernes Ehrenzeichen für Verdienste um die Republik Österreich
- 2007: Großes Ehrenzeichen für Verdienste um die Republik Österreich

## Veröffentlichungen
- Deutschland zwischen den Fronten: Wie Europa zum Spielball von Politik und Geheimdiensten wird. FinanzBuch Verlag, München 2017, ISBN 978-3-95972-012-0.
- Schattenwelten: Österreichs Geheimdienstchef erzählt. Ares Verlag, Graz 2022, ISBN 978-3-99081-097-2.